# Walter Van der Ven
Walter Van der Ven (7 april 1884 - 12 november 1950) was een Belgisch kunstenaar en illustrator uit Antwerpen.

## Omschrijving
Walter Van der Ven was gehuwd met Martha Van Kuyck (1881-1978), een dochter van tekenaar en Antwerps schepen voor Schone Kunsten Frans Van Kuyck. Het echtpaar Van der Ven-Van Kuyck is vooral bekend als ontwerper van de officiële affiche van de Olympische Zomerspelen van 1920 in Antwerpen.
Walter Van der Ven werd begraven op het Schoonselhof.